# 37-mm-Panzerabwehrkanone Typ 94
Die 37-mm-Panzerabwehrkanone Typ 94 (jap. 九四式三十七粍速射砲, Kyūyon-shiki sanjūnana-miri sokushahō) war ein Infanterie- und zugleich das erste Panzerabwehrgeschütz, das vom Kaiserlich Japanischen Heer im Zweiten Japanisch-Chinesischen Krieg, im Japanisch-Sowjetischen Grenzkonflikt und während des Pazifikkrieges von 1936 bis 1945 eingesetzt wurde. Die Bezeichnung Typ 94 deutet dabei auf das Jahr der Erstentwicklung, das Jahr Kōki 2594 bzw. 1934 nach gregorianischem Kalender, hin.

## Geschichte

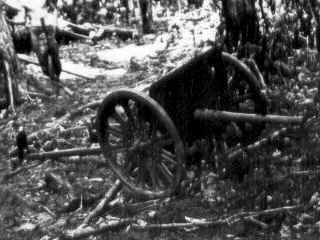
Eine 37-mm-Pak, die während der Schlacht um Guadalcanal von US-Marines erobert wurde, November 1942.

Im Juli 1933 begann das Kaiserlich Japanische Heer an einer Weiterentwicklung des Typ 11 37-mm-Infanteriegeschütz zu arbeiten. Der Grund war, dass Mündungsgeschwindigkeit und Durchschlagskraft des Typ 11 Anfang der 1930er nicht mehr ausreichend war. Zusätzlich sollte das neue Infanteriegeschütz auch Panzerabwehr-Aufgaben übernehmen. Ein erster Prototyp des neuen Geschützes wurde 1934 getestet und 1936 begann die Produktion. Ursprünglich war das Typ 94 als Schnellfeuer-Infanteriegeschütz für die direkte Feuerunterstützung der Infanterie vorgesehen, um feindliche Maschinengewehrnester oder Bunkerstellungen zu bekämpfen. Doch mit panzerbrechender hochexplosiver Munition versehen wurde das Geschütz zur ersten japanischen Panzerabwehrkanone. Diese Rolle führte es jedoch nur mangelhaft aus, da bei Produktionsstart der Kanone die Panzerung der meisten Panzer der Durchschlagskraft der Typ 94 widerstehen konnte. Lediglich leichte Panzer, wie der amerikanische M3 Stuart, konnten mit mehreren Treffern durch die Typ 94 ausgeschaltet werden. Auch gegen leichte sowjetische Panzer während der Schlacht am Chalchin Gol war die Typ 94 wirksam. Gegen stärkere Modelle war sie dagegen machtlos. Aus Mangel an Alternativen blieb die Typ 94 bis zum Kriegsende 1945 im Einsatz. Als Weiterentwicklung wurde 1941 die Typ 1 37-mm-Pak eingeführt.

## Technische Daten
- Kaliber: 37 mm
- Rohrlänge: 1,707 m
- Höhenrichtbereich: −10° bis +25°
- Seitenrichtbereich: 60°
- Geschützgewicht: 327 kg
- Geschossgewicht: 0,67 kg

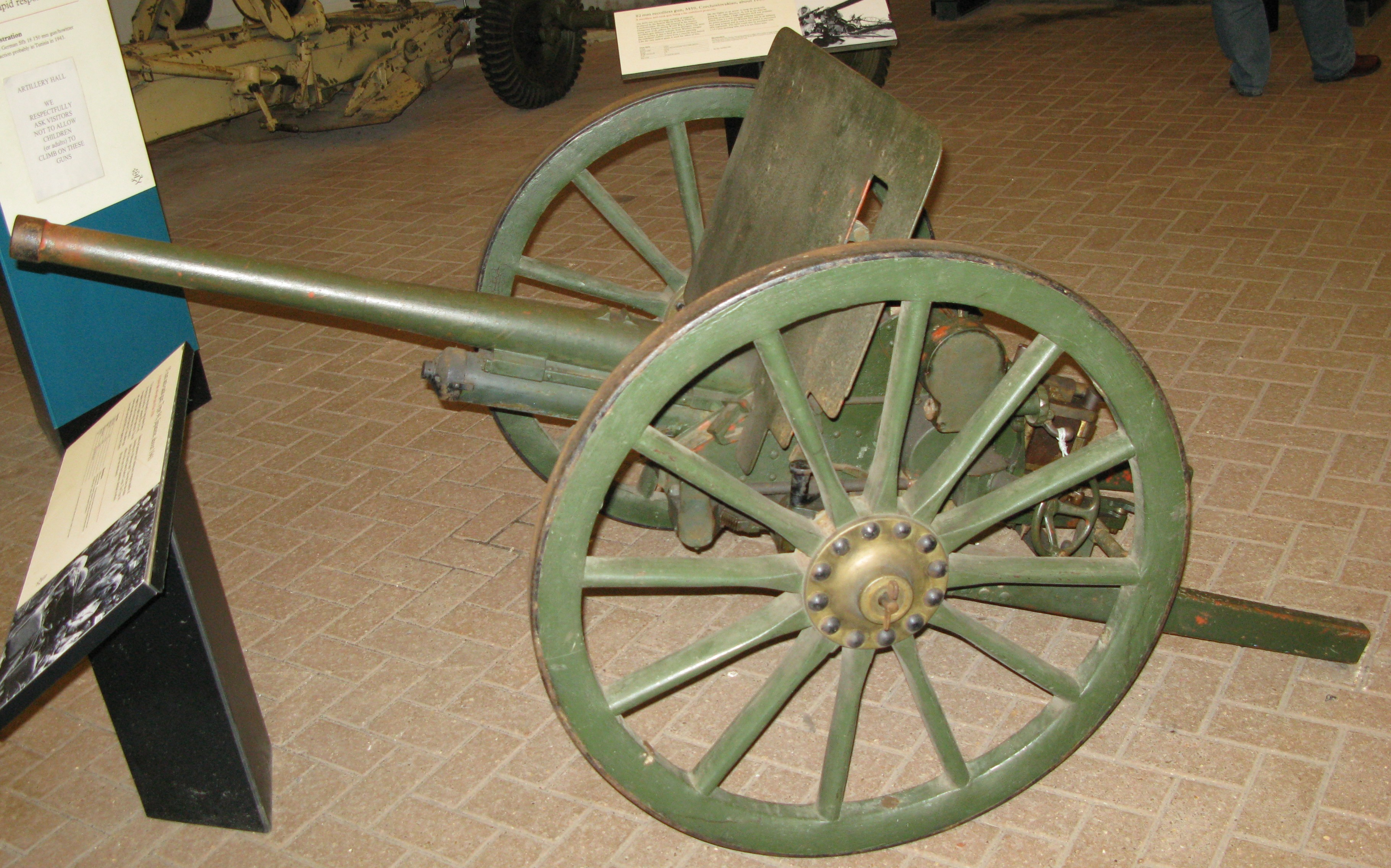
Eine Typ-94-Panzerabwehrkanone im Royal Armouries im Fort Nelson, Hampshire

- Mündungsgeschwindigkeit V0 = 700 m/s
- Maximale Reichweite: 5500 m
- Effektive Reichweite: ca. 2900 m
- Geschützbedienung: 11 Mann

## Erhaltene Exemplare

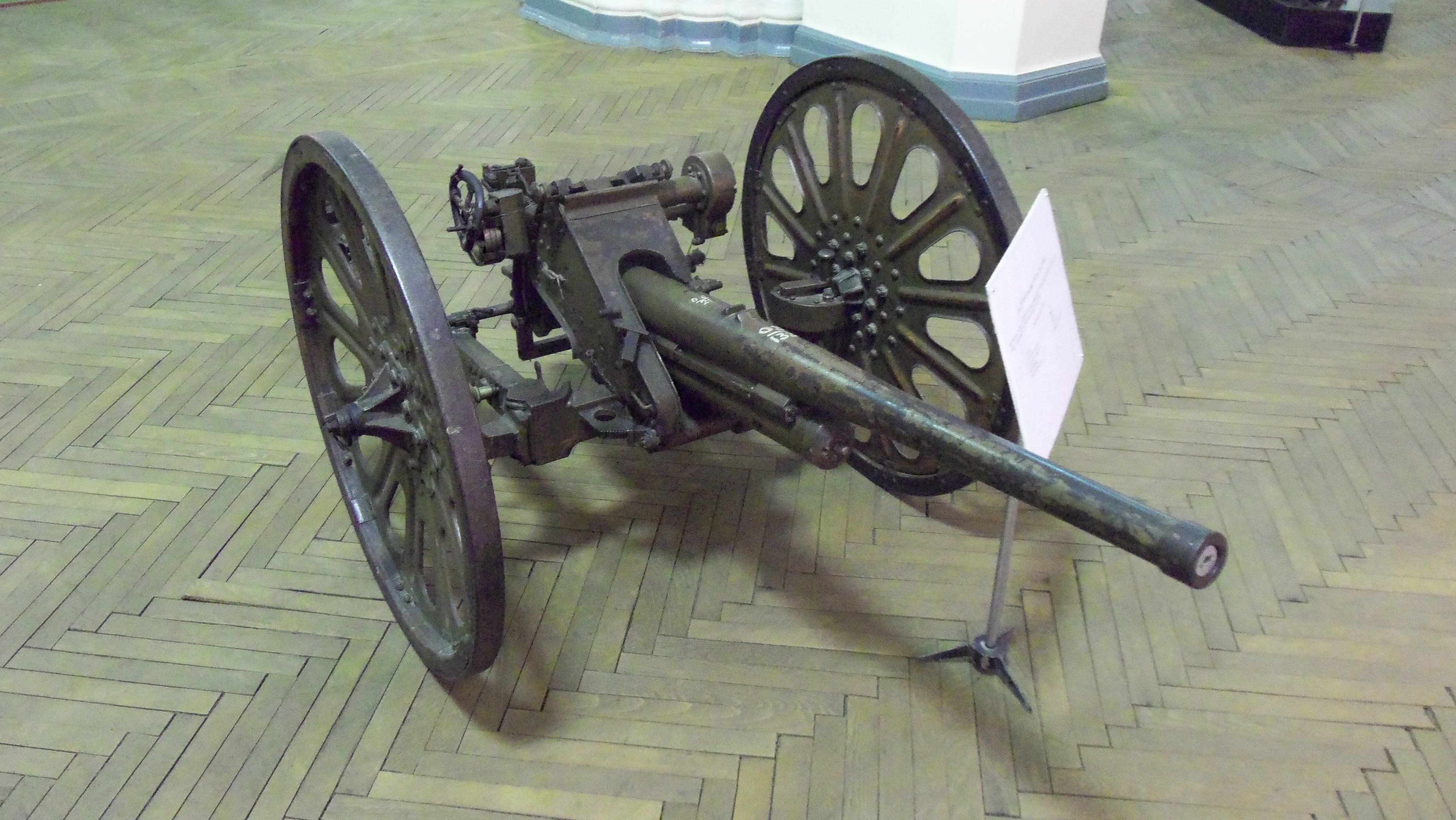
Eine Typ 94 im Militär Historischen Museum der Artillerie, Pionier- und Signalkorps in Sankt Petersburg, Russland

Es gibt zahlreiche erhaltene Exemplare der 37-mm-Panzerabwehrkanone Pak 94, die unter anderem an folgenden Orten zu besichtigen sind:
- Solomon Islands National Museum auf Guadalcanal (Insel)[3]
- National Museum of the Pacific War, Fredericksburg (Texas)
- Tsuchira-Panzermuseum der Bodenselbstverteidigungsstreitkräfte in Tsuchiura, Japan[4]
- AFP Museum („Museum of Armed Forces of the Philippines“, dt. „Museum der Streitkräfte der Philippinen“) in Manila, Philippinen[5]
- Royal Armouries im Fort Nelson, Hampshire
- Militärhistorisches Museum der Artillerie, Pionier- und Signalkorps in Sankt Petersburg, Russland